# 聖処女
『聖処女』（せいしょじょ、The Song of Bernadette）は、ヘンリー・キング監督による1943年のアメリカ合衆国の映画。フランツ・ヴェルフェルの小説『ベルナデットの歌』を原作としている。

## ストーリー
第二帝政時代のフランス。貧しい農家に生まれ、やがて聖女と呼ばれるようになるベルナデッタ・スビルーを描く。

## キャスト
※括弧内は日本語吹替（テレビ版・1970年制作）
- ベルナデッタ・スビルー：ジェニファー・ジョーンズ（松尾佳子）
- アントワーヌ・ニコロオ：ウィリアム・アイス（近藤高子）
- ペラマール神父：チャールズ・ビックフォード（近水圭二）
- ドズー医師：リー・J・コッブ（上田敏也）
- ヴィタル・デュトゥール検事：ヴィンセント・プライス（国坂伸）
- マリー・テレーズ・ヴォズー修道女：グラディス・クーパー（高村章子）
- ルイーズ・スビルー：アン・リヴィア（島木綿子）
- フランソワ・スビルー：ローマン・ボーネン（村松康雄）
- ジーン・アバディ：メアリー・アンダーソン
- ユージェニー：パトリシア・モリソン
- ラケード市長：オーブリー・マザー
- ジャコメット：チャールズ・ディングル
- クロワジーヌ：エディス・バレット
- ルイ・ブリエット：シグ・ルーマン
- ベルナルドおばさん：ブランチ・ユーカ
- マリー：エルマデアン・ウォルターズ
- カレット：マルセル・ダリオ
- クランプス：ペドロ・デ・コルドバ
- ナポレオン3世：ジェローム・コーワン
- 聖母マリア：リンダ・ダーネル[2]
  - 吹替その他：中村美知子、高島㐂美子、吉田理保子、仲木隆司、加藤正之、宮下勝

## スタッフ
- 監督：ヘンリー・キング
- 脚本：ジョージ・シートン
- 原作：フランツ・ヴェルフェル
- 製作：ウィリアム・パールバーグ
- 撮影：アーサー・C・ミラー
- 編集：バーバラ・マクリーン
- 音楽：アルフレッド・ニューマン

日本語版
- 演出：小松亘弘
- 翻訳：古賀宏二
- 音楽：重秀彦
- 効果：TFCグループ
- 制作：東北新社

## 映画賞受賞・ノミネート
| 映画賞               | 部門               | 候補者                                                                    | 結果       |
| -------------------- | ------------------ | ------------------------------------------------------------------------- | ---------- |
| アカデミー賞         | 作品賞             |                                                                           | ノミネート |
| アカデミー賞         | 主演女優賞         | ジェニファー・ジョーンズ                                                  | 受賞       |
| アカデミー賞         | 助演男優賞         | チャールズ・ビックフォード                                                | ノミネート |
| アカデミー賞         | 助演女優賞         | アン・リヴィア                                                            | ノミネート |
| アカデミー賞         | 助演女優賞         | グラディス・クーパー                                                      | ノミネート |
| アカデミー賞         | 監督賞             | ヘンリー・キング                                                          | ノミネート |
| アカデミー賞         | 脚色賞             | ジョージ・シートン                                                        | ノミネート |
| アカデミー賞         | 撮影賞（白黒）     | アーサー・C・ミラー                                                       | 受賞       |
| アカデミー賞         | 劇映画音楽賞       | アルフレッド・ニューマン                                                  | 受賞       |
| アカデミー賞         | 室内装置賞（白黒） | 美術: ジェームズ・バセヴィ、ウィリアム・ダーリング 装置: トーマス・リトル | 受賞       |
| アカデミー賞         | 編集賞             | バーバラ・マクリーン                                                      | ノミネート |
| アカデミー賞         | 録音賞             | E・H・ハンセン （20世紀フォックス・スタジオ・サウンド部）                 | ノミネート |
| ゴールデングローブ賞 | 作品賞             |                                                                           | 受賞       |
| ゴールデングローブ賞 | 女優賞             | ジェニファー・ジョーンズ                                                  | 受賞       |
| ゴールデングローブ賞 | 監督賞             | ヘンリー・キング                                                          | 受賞       |